# Астратово (Великолукский район)
Астратово — деревня в Великолукском районе Псковской области России. Входит в состав Лычёвской волости.

## География
Расположена в центре района на юго-восточной окраине Великих Лук.

## Население
| 2001 | 2002 | 2010 |
| ---- | ---- | ---- |
| 214  | ↘171 | ↗206 |

Численность населения деревни по состоянию на начало 2001 года составила 214 жителей.